# Arba
Arba é uma comuna italiana da região do Friuli-Venezia Giulia, província de Pordenone, com cerca de 1.228 habitantes. Estende-se por uma área de 14 km², tendo uma densidade populacional de 88 hab/km². Faz fronteira com Cavasso Nuovo, Fanna, Maniago, Sequals, Spilimbergo, Vivaro.

## Demografia
| Variação demográfica do município entre 1861 e 2011                               |
|                                                                                   |
| Fonte: Istituto Nazionale di Statistica (ISTAT) - Elaboração gráfica da Wikipedia |